# Godos da Crimeia

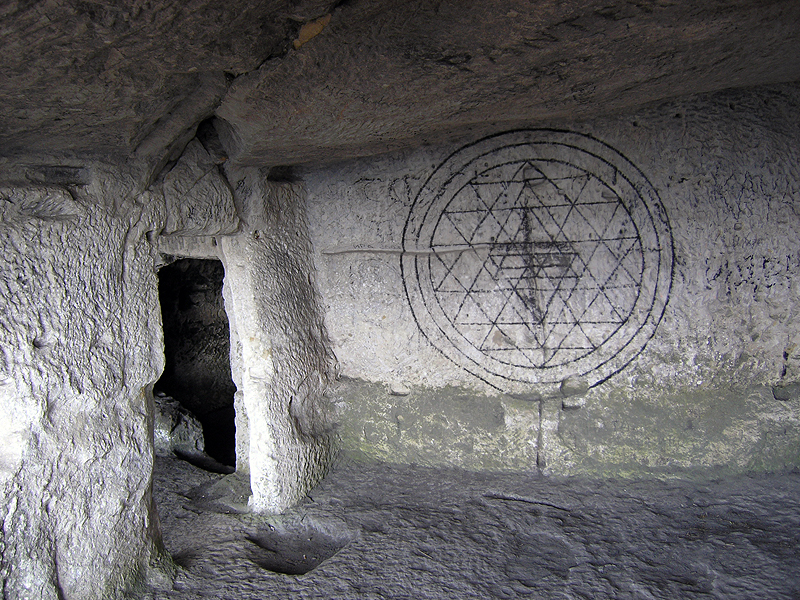
Evidência arqueológica dos godos da Crimeia

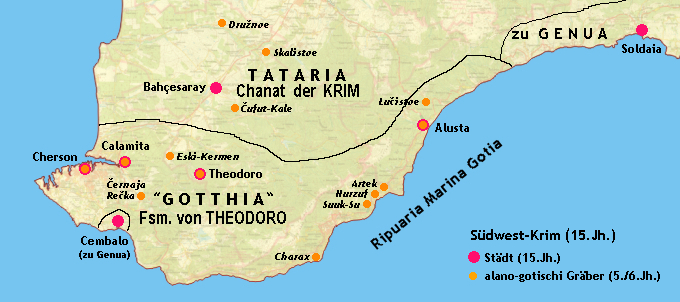
Mapa da Gótia (Gotthia), território dos godos da Crimeia

Os godos da Crimeia eram os integrantes daquelas tribos góticas que permaneceram nas terras em torno do Mar Negro, especialmente na Crimeia. Foi a menos poderosa, menos conhecida e, quase que paradoxalmente, a mais duradoura das comunidades góticas. Sua existência é atestada com clareza ao longo dos séculos, embora o exato período em que eles tenham deixado de existir como uma cultura distinta não seja conhecido; tal como ocorreu com os godos em geral, eles podem ter se mesclado, ao longo do tempo, com os povos que os cercavam. Na quarta Carta Turca do diplomata flamengo Ogier Ghiselin de Busbecq, escrita no século XVI, eles foram descritos como "um povo belicoso, que até os dias de hoje habitam diversas aldeias". No século V, Teodorico, o Grande não conseguiu obter o apoio dos godos da Crimeia para apoiar sua guerra na Itália; na época, era costumeiro referir-se a uma ampla gama de tribos germânicas com o termo genérico 'godo', portanto a origem étnica exata dos povos germânicos que habitavam a Crimeia é até hoje motivo de debate.
Além dos relatos textuais acerca da existência dos godos na região, tanto de testemunhas oculares quanto de terceiros, dentre os quais os mais antigos datam de 850, diversas evidências arqueológicas foram encontradas, entre elas as ruínas da antiga capital dos godos da Crimeia, Doros (ou Mangupe, como é conhecida atualmente). Além disso, foram encontrados diversos artefatos, como joias, armas, escudos, botões, alfinetes e pequenos itens pessoais que atualmente estão em exibição em diversos museus, tanto na Crimeia como ao redor do mundo, que permitiram uma melhor compreensão do reino godo daquela região.